# Ramphodon
Ramphodon is een geslacht van vogels uit de familie kolibries (Trochilidae).

## Soorten
Het geslacht kent slechts één soort:
- Ramphodon naevius – Zaagsnavelheremietkolibrie